# مضيق بو غاز
مضيق بو غاز  قرية سوريّة تتبع إداريّاً لمحافظة حلب منطقة الباب ناحية عريمة، بلغ تعداد سكانها 876 نسمة حسب التعداد السكاني لعام 2004.